# Visokofrekvenčni vsesmerni radijski oddajnik
VOR - Visokofrekvenčni vsesmerni radijski oddajnik, znan pod angleško kratico VOR (VHF (very high frequency) omnidirectional range) je letalsko radio-navigacijsko sredstvo na frekvencah 108-118 Mhz, ki pilotu omogoča navigiranje po pravilih instrumentalnega letenja na ruti kot tudi finalni prilet za pristanek. V uporabo je prišel v 1940ih in je še danes osnovno sredstvo za rutno letenje in instrumentalne procedure tako na potniških kot športnih letalih, ki letijo po pravilih inštrumentalnega letenja. Glavna slabost VOR-a v primerjavi s starejšim ADF-om je da potrebuje pilot radijski oddajnik VOR v vidnem polju, in se zato zahteva višje sektorske višine sprejema antene VOR. V pilotski kabini indikacije kaže CDI (course deviation indicator). Magnetne smeri ven od VOR-a imenujemo radiali. 
V Sloveniji imamo VOR: 